# Rivolta di Morea del 1453-1454

Impero Bizantino poco prima della presa di Costantinopoli e di Morea nel 1450. La penisola in viola a sud-est, il Peloponneso, costituiva la regione più fiorente dell'Impero in quel periodo storico

Mappa della Morea medievale

La rivolta di Morea del 1453-1454 fu una rivolta contadina contro il dominio dei fratelli Tommaso e Demetrio Paleologo, governanti del Despotato bizantino di Morea nella penisola del Peloponneso. La rivolta terminò con la sconfitta dei rivoltosi e il riaffermarsi del potere dei Paleologi.

## Contesto storico
L'Impero bizantino aveva governato la Morea per secoli prima dello scoppio della ribellione. Durante questo periodo, diverse migliaia di Arvaniti di lingua albanese si erano stabiliti nella zona. Dopo la battaglia di Varna nel 1444, i turchi ottomani ebbero mano libera nel conquistare i territori ancora appartenenti ai bizantini. Nel 1446, gli ottomani decisero di attaccare la Morea bizantina amministrata congiuntamente dai due fratelli, i despoti Costantino e Tommaso Paleologo. I fratelli resistettero con successo all'invasione, ma la popolazione locale subì devastanti conseguenze, con i turchi che riuscirono a deportare circa 60000 arvaniti dagli insediamenti in cui vivevano. Murad II, il Sultano ottomano, concluse un trattato di pace che costringeva i despoti a pagare un pesante tributo annuale, a divenire vassalli dell'Impero Ottomano e a rimanere neutrali in caso di conflitto con le rimanente parte dell'Impero Bizantino, ormai formata dalla sola regione che si estendeva dal Bosforo allo stretto dei Dardanelli.

## Crisi interna
Alla morte dell'Imperatore bizantino Giovanni VIII Paleologo a Costantinopoli nel mese di ottobre 1448, il trono imperiale dopo un periodo di vacatio andò a Costantino XI, il quale assunse la carica (sebbene senza una procedura di incoronazione formale) il 6 gennaio 1449 a Mistrà, prima di partire per la capitale. I suoi fratelli più giovani, Tommaso e Demetrio rimasero a capo della Morea come despoti congiunti al suo posto. Nonostante le assicurazioni formali fatte a Costantino di pacificazione familiare, sia Tommaso che Demetrio intendevano impadronirsi di tutta la Morea, suddivisa in due macro-regioni per una migliore gestione: allo stesso tempo, si complicarono anche le relazioni con i veneziani, avanzando i due pretese per la restituzione di alcuni porti che la Serenissima possedeva nel Peloponneso. L'ostilità reciproca portò ad una situazione paradossale: entrambi i despoti chiesero aiuti militari ai turchi pur di riuscire ad accaparrarsi della penisola. Poco prima dell'assedio finale a Costantinopoli, il nuovo sultano Maometto II posizionò in Beozia una guarnigione in modo da scoraggiare l'invio di rinforzi dalla Morea verso la capitale dell'Impero Bizantino.

## La rivolta
Poco dopo la caduta di Costantinopoli e la morte dell'ultimo imperatore bizantino Costantino XI Paleologo sempre nel 1453, 3000 albanesi sotto il comando di Pietro Bua si sollevarono in rivolta contro i due fratelli, Tommaso e Demetrio, a causa della cronica insicurezza in cui versavano e dello scontento che aveva suscitato il pagamento del tributo ai turchi. Agli albanesi si aggiunsero poi greci locali, che avevano come capo Manuele Cantacuzeno. Manuele si auto-nominò despota e chiese l'aiuto di Venezia, mentre i due fratelli cercavano l'aiuto di Maometto II. La situazione fu ulteriormente aggravata da una seconda ribellione guidata da Giovanni Asen Zaccaria, figlio del principe di Acaia Centurione II Zaccaria, che rivendicava il titolo del padre come ultimo sovrano latino della Morea. Prima della ribellione, Zaccaria era stato imprigionato da Tommaso ma riuscì a fuggire durante la confusione generata dalla prima rivolta.
Come vassalli del Sultano, i despoti chiesero nuovamente ausilio ai turchi e ad Omar, figlio del governatore ottomano della Tessaglia e generale Turakhan Bey, il quale arrivò alla fine del 1453 con un esercito al seguito nella penisola. Dopo aver registrato una vittoria contro i ribelli, se ne andò riportando in patria anche il fratello Ahmed che era detenuto dai Bizantini come ostaggio fin dal 1446. La rivolta, tuttavia, non si placò e nel mese di ottobre del 1454 lo stesso Turakhan Bey fu costretto ad intervenire di nuovo. Dopo il saccheggio di alcune fortezze, la popolazione ribelle capitolò. Turakhan suggerì ai due fratelli Paleologi di mettere da parte le ostilità fra di loro e di governare i possedimenti in maniera pacifica.
Il tributo ai turchi fu ripristinato agli stessi livelli ed i despoti continuarono ad essere vassalli degli Ottomani. Per quanto concerne i capi dei ribelli, Bua fu graziato da Maometto II e più tardi divenne un portavoce per il popolo albanese. Zaccaria fuggì a Venezia e più tardi si spostò presso la Santa Sede, mentre Manuele Cantacuzeno scomparve dalle fonti.